# Sweet William
Sweet William (1986-2019) ist eine Band aus Kerpen bei Köln.

## Geschichte
Gegründet wurde die Band 1986 von Sänger und Gitarrist Oliver Heuer. Stilistisch spielte die Band anfangs Musik zwischen Punk, Gothic Rock und New Wave. Im Laufe der Jahre änderte sich der Stil hin zu Psychedelic und Electro Rock. Im Jahr 1990 erschien die erste EP To Have a Relapse bei dem Kölner Label Big Noise Records. Nach zwei weiteren Veröffentlichungen bei Big Noise unterschrieben Sweet William einen Vertrag bei Hyperium/Rough Trade Records. Dort veröffentlichte die Band drei Alben.
Das Album Show, welches 1998 auf Dion Fortune erschien, schaffte den Sprung auf Platz 14 der Deutschen Alternative-Charts. Seit dem Jahr 2001 veröffentlichten Sweet William elf Alben in Eigenregie.
Im April 2010 erschien bei dem französischen Label d-monic das neue Album Brighter Than the Sun.
Im September 2012 erschien zum 20-jährigen Jubiläum des Albums Kind of Strangest Dream eine remasterte Neufassung inklusive Bonustracks bei dem französischen Label Infrastition.
Nach zehn Jahren verließ Markus Gerlach 2013 SW. Gründungsschlagzeuger Marius Nagel kehrte zurück zur Band. Im Mai 2013 erschien das neue Album Ocean, erneut bei dem französischen Label d-monic. Es handelt sich um ein Konzeptalbum mit einer Spielzeit von fast 75 Minuten.
2015 veröffentlicht d-monic.rec einen Live-Mitschnitt von einem Konzert in Südfrankreich, Valbonne 1995.
Die CD erscheint unter dem Namen Live on the French Riviera 1995.
Im Juni 2016 erschien das Album Time, erneut auf dem französischen Label d-monic Records. SW arbeiteten zwei Jahre an dem Album. Nach dem Ausstieg von Bassist Frank Breuer im Jahr 2013, wurde das neue Album ausschließlich von Oliver Heuer und Marius Nagel eingespielt und aufgenommen.
Im Oktober werden SW 30 Jahre alt. Aus diesem Anlass wird es 2016 einige Veröffentlichungen geben. So ist u. a. seit März 2016 ein Buch auf Englisch mit dem Namen 1986 - 2016 erschienen. In dem Buch findet man auf 44 Seiten, neben vielen Fotos auch einige Anekdoten aus der Bandgeschichte.
Ende Juli 2016 erschien das Album Organic Shades auf dem Label Datakill. Auf dem Album befinden sich größtenteils akustische Versionen bekannter SW Stücke sowie auch einiges neues Material.
2017 begannen Sweet William Stücke aus der Frühzeit der Band aufzunehmen, die nie zuvor im Studio aufgenommen worden waren. Veröffentlicht wurden sie im Januar 2018 unter dem Titel The Early Days 1986–1988 auf D-Monic / Datakill Records.
Im Juni 2019 erschien das Album Laughter Filled with Pain auf Datakill. Es ist ein reines Akustikalbum mit 8 Stücken.
Am 11. Dezember 2019 ist Oliver Heuer überraschend gestorben. Zu seinem ersten Todestag erschien out of sight - A Tribute To Oliver Heuer - Sweet William.

## Diskografie
- To Have A Relapse (1990)
- These Monologues (1991)
- The Snakes You’ve Drawn (1991)
- These Monologues (1992)
- Kind Of Strangest Dream (1992)
- Development Through The Years (1994)
- Show (1998)
- Dance Classics (1999)
- A Perfect Being (2001)
- Welcome Tomorrow (2002)
- The Shine EP (2004)
- World (2005)
- Rarities Part One (2006)
- Skin (2006)
- Could It (2006)
- Rarities Part Two (2006)
- 1st Time Live (2007)
- 1986 - 2006 Best Of (2007)
- Rarities Part Three (2008)
- Brighter Than The Sun (2010)
- Rarities Part Four (2011)
- Kind Of Strangest Dream - 20th Anniversary Rerelease (2012)
- Ocean (2013)
- Ocean - the unreleased tracks and studio outtakes (2013)
- Live On The French Riviera 1995 (2015)
- Time (2016)
- Organic Shades (2016)
- Rarities 5 (2016)
- 5-CD-Box Rarities 1986 - 2016 (2016)
- Rarities 6 (2017)
- The Early Days 1986–1988 (2018)
- Rarities 7 (2019)
- Laughter Filled With Pain (2019)
- out of sight - A Tribute To Oliver Heuer - Sweet William (Black Genesis Records, 2020)

## Belege
1. ↑  Oliver Tripp: „Sweet William“ – eine Erinnerung an Oliver Heuer. 11. Dezember 2020, abgerufen am 14. Oktober 2021.
2. ↑  Sweet William 1986-2019. Abgerufen am 14. Oktober 2021.